# 빈센트 드 폴 (배우)

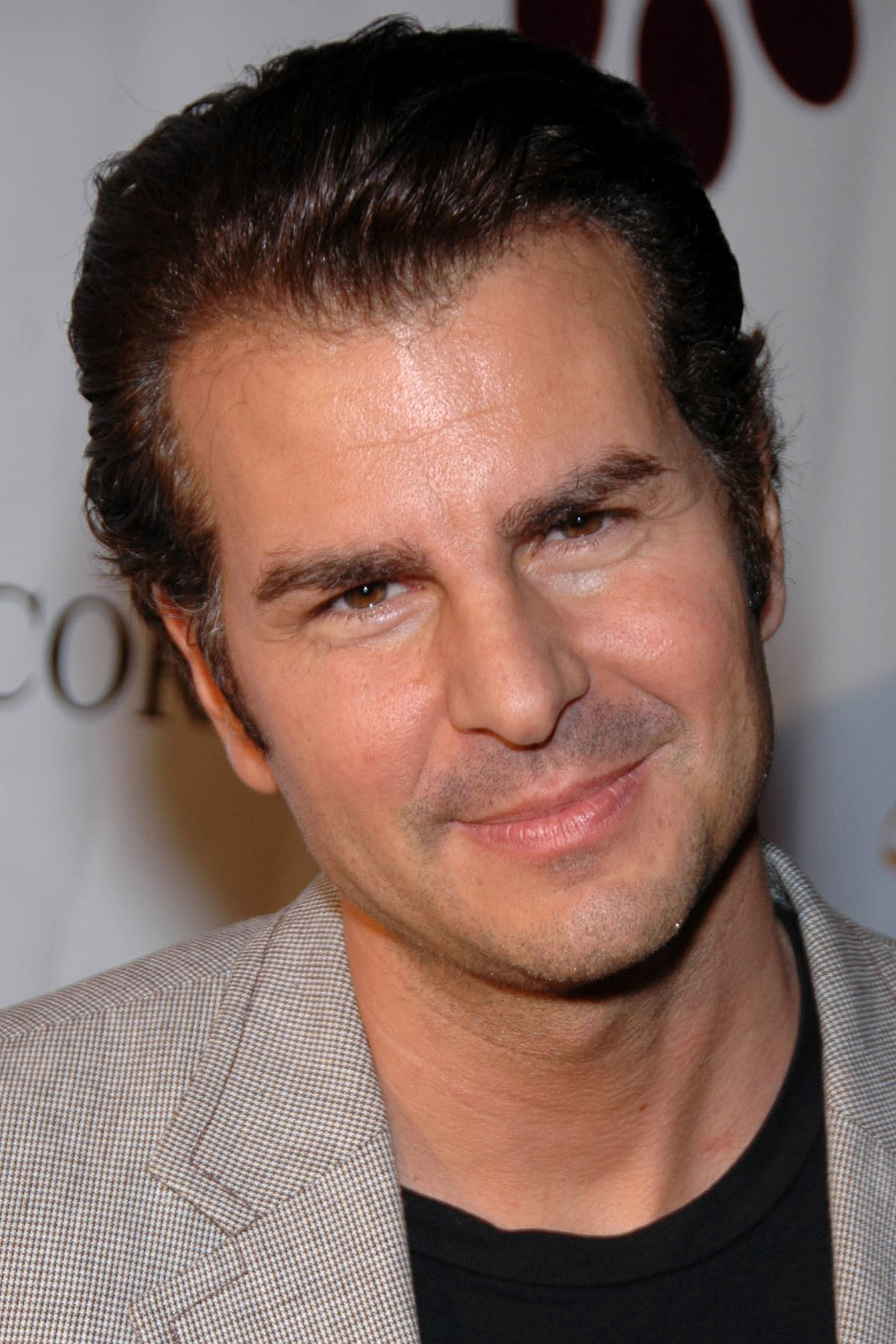

빈센트 드폴(Vincent De Paul, 1968년 9월 2일 ~ )은 미국의 배우이다.
볼티모어에서 태어났다.

## 출연 작품
- 올 아웃 디스펑크션! (2016년)
- 와일드 오츠 (2016년)
- 핫 가이즈 위드 건스 (2013년)
- 아이 원트 투 겟 메리드 (2011년)
- 바이올렛 텐던시 (2010년)
- 섹스 앤 더 시티 2 (2010년)
- G-포스: 기니피그 특공대 (2009년)
- 천사와 악마 (2009년)
- 리차드 3세 (2008년)
- 할리우드 폭로전 (2008년)
- 블라인드 스팟 (2007년)
- 문라이트 (2007년)
- 내 남자는 바람둥이 (2007년)
- 위 파이트 투 비 프리 (2006년)
- 콘타도라 이즈 포 러버스 (2006년)
- 트랜스포터 - 엑스트림 (2005년)
- Mr. 히치 - 당신을 위한 데이트 코치 (2005년)
- 라이딩 위드 보이즈 (2001년)
- 크루 (2000년)
- 커들드 (1996년)
- 스페셜리스트 (1994년)
- 헤어스프레이 (1988년)

### 텔레비전
- A Place Called Hollywood (2019)